# Reserva natural Tomabú
La Reserva natural Tomabú es un área protegida ubicada en el municipio de Estelí y abarca también al municipio de La Trinidad. Fue declarada bajo el Decreto 42-91, del 4 de noviembre de 1991. La extensión es de 809.128 ha. Se accede a la reserva a través de la carretera panamericana y caminando a través de los caminos primarios y secundarios de las comarcas adyacentes. 

## Datos de la reserva

### Relieve
Por la altitud de 1150 m s. n. m. presenta variados niveles de relieve con diferentes formas. En el Valle de Estelí se pueden notar la altiplanicie, las planicies en las áreas Norte y Sur. En la zona Este las Mesetas más altas (1000-1436 m s. n. m.) y las más bajas (800-1000 m s. n. m.), montañas Altas al Oeste (1000-1608 m s. n. m.), en esta área se presentan las pendientes las elevadas y corresponden al Cerro La Fila en la microcuenca del río Estelí en la comunidad San Roque. Las montañas bajas (600-1000 m s. n. m.) del Oeste lo ocupan las lomas. Las comunidades de Las Cuevas y Guasuyuca se ubican a la altura mínima de 900 m s. n. m. y las superiores a los 1300 m s. n. m.

### Geología
Geológicamente la reserva se ubica entre el Mioceno al Cuaternario y corresponde a secuencia de rocas volcánicas de la era terciaria. Los cerros lo forman rocas aglomeráticas, bajos y ondulados, además, de calderas que han sido destruidas por los procesos erosivos o por la cobertura de rocas jóvenes o erupciones volcánicas. La composición geológica también presenta compuestos tales como: ignimbritas, tobas dacìticas, andesitas, dacitas, sedimentos y capas delgadas de basaltos intercalados. 
¨

### Hidrografía
La reserva se encuentra ubicada en la subcuenca del río Estelí, que descarga sus aguas en la Cuenca del río Coco y éste al Océano Atlántico; el río La Trinidad, que descarga sus aguas en el río Viejo.

### Clima
La precipitación y humedad de la reserva y del municipio son relativas, temperaturas cálidas y altos índices de evaporación, debido a la irregularidad de lluvia y deficiente aún más en la primera parte de la estación lluviosa y el déficit hídrico por la canícula. La segunda parte de la estación lluviosa es normal en distribución. Las temperaturas durante el año son variadas oscilando entre los 15°- 33 °C, siendo la temperatura media de 21,5 °C. Las temperaturas más altas se dan en los meses de marzo y diciembre. La humedad relativa promedio anual es de 70%, aumenta hacia Miraflor (Noreste) y Tomabú (Sur).

### Suelos
Los suelos están clasificados como Entisoles, Vertisoles, Inceptisoles, Molisoles, Alfisoles y Ultisoles. Son de textura franco arcilloso a francos arenosos agrupados a su vez en ineptisoles y Ultisoles.

## Recursos naturales

### Flora
Se han inventariado 41 especies pertenecientes a diferentes géneros, familias y órdenes. Está distribuida en bosque de coníferas, bosque latifoliado y asociaciones de confieras con robles. Están en procesos constantes de degradación por acciones antropogénicas, que han disminuido el recurso bosque y expandido la frontera agrícola y áreas para pastizales. El asocio de confieras con robles es de importancia biológica y económica para la localidad. Son de gran relevancia para el ecosistema, además de servir como alimento a especies de fauna migratoria en su paso al Sur del continente. El bosque de confieras tiene mayor presencia en el cerro Tomabú y Picacho, siendo estos los puntos más altos, al mismo tiempo se encuentran especies de Roble (Quercus segoviensis) y Roble encino (Quercus oleoides). 
Estos bosques son propicios para el estudio, atractivo paisajístico y refugio de fauna. La topografía ha sido un factor importante para la protección de esta área. El 90% del área es propiedad privada. El área perteneciente al Instituto Nacional Técnico Forestal (INTECFOR) es de administración estatal, estando esa área bajo manejo forestal que ha incidido en la conservación del área. La plaga del Gorgojo descortezador ha sido un problema en el rodal joven, en desarrollo y maduro.
Las áreas cercanas a los poblados de El Naranjo, Subtiava, Llano Redondo, La Montaña y El Espinal son las más intervenidas. Presenta especies florísticas representativas del agro ecosistema y barbechos destinados al descanso del ganado.

### Fauna
Las aves presentan el grupo más abundante, inventariándose 50 especies, de ellas 13 son migratorias neotropicales, estando su hábitat en los bosques de pino y mixto (Coníferas y robles). 22 especies de mamíferos, presentándose 8 especies de murciélagos. La presencia de anfibios y reptiles en escasa, solamente se encontraron especímenes de Sceloporus malachiticus. La fauna mastozoológica presenta disminución de especies propias al bosque original que son importantes en el equilibrio ecológico de la reserva, se ha hecho evidente la extinción de felinos, primates y grandes mamíferos.